# Stor stammemos
Stor stammemos (Isothecium myurum) er et almindeligt mos ved foden af træer i løvskove i Danmark. Stor stammemos kaldes også alm. rottehalemos.
Mosset har palmeformet forgrenede stængler, der danner løse, brune-gulgrønne puder ved foden af træer og over trærødder i løvskove. Bladene er taglagte, hule og kort tilspidsede. De er tandede i spidsen og med tydelige bladvinger. Sporehuse er sjældne.
|                              |
| Nærbillede af Stor Stammemos |